# ジャクソン郡 (イリノイ州)

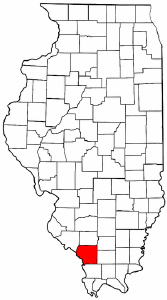
イリノイ州内の位置

ジャクソン郡（Jackson County）は、アメリカ合衆国イリノイ州の郡である。人口は5万2974人（2020年）。郡庁所在地はマーフィーズボロである。

## 地理
アメリカ合衆国統計局によると、この郡は総面積1,561 km2 (603 mi2) である。このうち1,523 km2 (588 mi2) が陸地で37 km2 (14 mi2) が水地域である。総面積の2.39%が水地域となっている。

### 隣接する郡
- ペリー郡 (イリノイ州)（北）
- フランクリン郡（北東）
- ウィリアムソン郡（東）
- ユニオン郡（南東）
- ペリー郡 (ミズーリ州)（西）
- ランドルフ郡（北西）

## 人口動静
2000年国勢調査で、この郡は人口59,612人、24,215世帯、及び12,664家族が暮らしている。人口密度は39/km2 (101/mi2) である。この郡の人種的構成は白人80.79%、アフリカン・アメリカン13.02%、先住民0.31%、アジア3.03%、太平洋諸島系0.06%、その他の人種1.00%、及び混血1.80%である。人口の2.42%がヒスパニックまたはラテン系である。
この郡内の世帯構成は18歳未満の未成年者のいる世帯が24.40%、同居している夫婦の世帯が39.30%、夫のいない女性の世帯が9.70%、及び単身世帯が47.70%である。34.90%の世帯所有者が独立生計を営んでおり、9.30%が1人暮らしの65歳以上の高齢者世帯である。
この郡内の住民は19.30%が18歳未満の未成年者、18歳以上24歳以下が26.00%、25歳以上44歳以下が25.90%、45歳以上64歳以下が17.90%、及び65歳以上が11.00%となっている。中央値年齢は28歳である。女性100人ごとに対して男性は104.30人である。18歳以上の女性100人ごとに対して男性は102.90人である。
この郡内の世帯ごとの平均的な収入は24,946米ドルであり、家族ごとの平均的な収入は40,950米ドルである。男性は31,910米ドルに対して女性は22,396米ドルの平均的な収入がある。この郡の一人当たりの収入 (per capita income) は15,755米ドルである。人口の25.20%及び家族の14.70%は貧困線以下である。全人口のうち18歳未満の23.00%及び65歳以上の10.50%は貧困線以下の生活を送っている。

## 都市及び町
- マーフィーズボロ（郡庁所在地）
- カーボンデール
- Ava
- Campbell Hill
- De Soto
- Dowell
- Elkville
- Gorham
- グランドタワー
- Makanda
- Vergennes